# سيرينا ديب
سيرينا ديب (بالإنجليزية: Serena Deeb)‏ هي مصارعة محترفة أمريكية، ولدت في 29 يونيو 1986 في فيرفاكس في الولايات المتحدة.

## روابط خارجية
- سيرينا ديب على موقع WrestlingData.com (الإنجليزية)
- سيرينا ديب على موقع CageMatch worker (الإنجليزية)
- سيرينا ديب على موقع قاعدة بيانات المصارعة على الإنترنت (الإنجليزية)
- سيرينا ديب على موقع عالم المصارعة على الإنترنت (الإنجليزية)